# 魯爾·巴禾
魯爾·巴禾·西菲利斯（西班牙語：Raúl Bravo Sanfélix，1981年4月14日—），簡稱魯爾·巴禾（西班牙語：Raúl Bravo），出生在巴倫西亞省的甘迪亞，是一名西班牙前足球員，司職後衛，曾效力皇家馬德里、奧林比亞高斯等球會。
巴禾主要出任左閘，亦可以出任中堅。

## 球會
巴禾早年效力了兩隊本土球隊後，於16歲是加入皇家馬德里的青訓系統。2000/01球季，巴禾成為皇家馬德里C隊的成員，其後在2001/02球季成為皇家馬德里B隊的一員。
2001年10月6日，巴禾得到亮相西甲的機會，在巴拿貝球場對畢爾包的賽事中上陣。2002/03球季，時任領隊維辛迪·迪保斯基提拔巴禾上皇家馬德里。
2003年1月，巴禾被外借至列斯聯。然而，在2004年歐國盃時，巴禾代表西班牙上陣，受到了當時BBC的球評米克·麥卡菲表示他在列斯聯麾下與其他西班牙隊友看來不太一樣。羅拔圖·卡路士的出現使到巴禾上陣的時間大為減少。
為了保持機會參與歐聯，巴禾在2007年8月與奧林比亞高斯簽下了四年合約，轉會費估計達230萬歐羅，球員年薪亦高達130萬歐元。
巴禾在奧林比亞高斯並沒有太多上陣機會，最終在2008年1月轉會市場時被外借至紐文西亞，不過紐文西亞在賽季結束後卻降班西乙。

## 國際賽
1997/98球季，巴禾已經代表西班牙U16贏得阿爾加維錦標。其後巴禾代表西班牙U17參加寧布爾克國際錦標賽，並在三場比賽中攻入兩球。
2002年8月21日，巴禾在友賽對匈牙利的賽事中首次代表西班牙上陣。隨後，巴禾參與了2004年歐國盃，並且在對葡萄牙、俄羅斯和最後冠軍希臘的賽事中沒有缺陣過一分鐘。以後巴禾再未受過西班牙徵召，他合共代表西班牙上陣了14場。

## 涉嫌簽賭
2019年5月28日巴禾被西班牙警方以涉嫌操縱比賽逮捕。同遭逮捕的還有巴禾在皇家馬德里青訓時期的隊友Carlos Aranda和Borja Fernández Fernández。在當賽季西甲最後一輪賽事中，他們通過仍效力於華拉度列的Borja Fernández買通隊友在同華倫西亞的比賽中故意放水，最終以0:2的比分輸球。賽后警方掌握的通話錄音中Carlos Aranda明確表明下注華倫西亞上下半場均獨勝，已經有7名華拉度列球員被收買。巴禾等人將面臨組織犯罪，詐騙，洗錢，賄賂等多項指控。

## 外部連結
- BDFutbol profile （页面存档备份，存于）
- （西班牙文）國家隊檔案
- （西班牙文）警方披露賭球案相關錄音證據 （页面存档备份，存于）